# Quy khứ lai từ
Quy khứ lai hề (Chữ Hán: 歸去來辭, Lời từ biệt khi đi) là bài phú hay và rất nổi tiếng của Đào Tiềm (陶潛, 365 - 427), một danh sĩ cuối đời Đông Tấn, (Trung Quốc).

## Giới thiệu sơ lược
Theo Dịch Quân Tả, một học giả người Trung Quốc, cho biết khi Đào Tiềm làm quan lệnh Bành Trạch, có quan đốc bưu đến huyện, bọn tiểu lại khuyên ông nên buộc dây đai để tiếp quan đốc bưu, ông than rằng: "Ta không thể vì năm đấu gạo mà uốn lưng trước bọn hương lý tiểu nhi". Nói rồi, nội ngày đó ông trả ấn từ quan đi về làng cũ. Trên đường ông hoàn thành bài "Quy khứ lai" để biểu lộ chí của mình. "Quy khứ lai" có nghĩa "Hãy đi về đi!", giống như câu nhà Phật đã thường nói: "Quy mệnh khứ lai", "Quy y khứ lai". Chữ "từ" là do người sau thêm vào.
Đào Tiềm sáng tác bài trên khi ông 41 tuổi, tức cũng là năm treo ấn từ quan (tháng 11 năm Ất Tỵ, tức 405 theo dương lịch, đời vua An Đế nhà Đông Tấn).
Ở sáng tác này, Đào Tiềm nhằm bộc lộ tư tưởng của mình và ca tụng cảnh trí, thú vui ở vườn ruộng. Trước phần thơ, là phần Tự của ông:
Ta nhà nghèo, việc cấy trồng không đủ cung ứng cuộc sống. Con cái đầy nhà, trong hủ thì thiếu gạo, cuộc sống chưa phải giải quyết thế nào. Bà con, bạn bè đến khuyên ta ra làm quan. Không có gì cản trở, ta cũng có ý muốn tìm ít tước lộc, nhưng chưa tìm ra. Vừa lúc có việc quan các nơi, ta phụng mệnh quan ra kinh đô và được các chư hầu yêu mến, thúc phục cũng thương ta nghèo nên tiến cử ta làm quan lệnh. Bây giờ giặc giã chưa yên, trong lòng ta vẫn cứ sợ phải đi xa; huyện Bành Trạch cách nhà độ hơn trăm dặm, số thu công điền cũng đủ cho cuộc sống. Vì thế ta xin được đến làm quan ở đấy. Không lâu sau, ta lại có ý nhớ nhà, muốn về nhà.
Tại sao thế? Bản tính tự nhiên của ta là như thế, nên không thể miễn cưỡng, giả vờ được. Sự đói lạnh tuy là quan trọng thực đấy, nhưng làm ngược lại bản tính mình còn đau khổ nhiều hơn. Trước giờ ta từng theo làm việc với người khác cũng chỉ vì miếng ăn mà phải chịu cảnh tôi mọi. Thế rồi ta cảm thấy thất vọng, bị khích động tủi thẹn cho chí bình sinh. Ta vẫn định làm quan chừng hơn một năm rồi hãy len lén thu xếp áo quần mà về quê. Nhưng chỉ được ít lâu, nghe tin em gái ta là Trình thị (theo họ chồng) mất ở Võ Xương; vì tình ruột thịt, khiến ta phải mau mau chạy tang và tự động xin từ chức. Từ trọng thu (tháng 8) đến mùa đông, ta làm quan được hơn 80 ngày. Theo việc, thuận lòng, ta viết bài "Quy khứ lai hề".
Tháng 11 năm Ất Tỵ (405)

## Bản dịch
Lời từ biệt khi về
Trần Trọng San dịch nghĩa:
Về đi thôi hề, ruộng vườn sắp hoang vu, sao không về ?
Đã tự đem lòng cho hình sai khiến, sao còn một mình buồn bã, đau thương ?
Hiểu dĩ vãng không can nổi, biết tương lai có thể theo.
Chưa thực đi xa trên đường mê, thấy hôm nay phải còn hôm qua trái.
Thuyền phơi phới nhẹ đưa, gió hiu hiu thổi áo.
Hỏi khách chinh phu về con đường phía trước, giận ánh sáng ban mai còn mờ nhạt.
Rồi trông thấy nhà, vui tươi rong ruổi.
Tiểu đồng ra chào mừng, trẻ nhỏ đợi ngoài cổng.
Ra lối nhỏ đến vườn hoang, tùng cúc vẫn còn đây.
Dắt con vào nhà, có rượu đầy ly.
Cầm nậm bối tự chuốc, ngắm cây sân, mặt vui.
Dựa cửa sổ nam, lòng phóng khoáng, thấy nơi chật hẹp dễ an nhàn.
Ngày ngày dạo qua vườn rồi thành thú, cửa tuy có đặt nhưng thường đóng.
Chống cây gậy thơ thẩn nghỉ ngơi, thường ngẩng đầu trông ra phía xa.
Mây vô tâm bay ra hang núi, chim bay mỏi biết quay trở về.
Cảnh mờ mờ sắp vào trong bóng đêm, vỗ cây tùng lẻ loi lòng bồi hồi.
Về đi thôi hề, hãy đoạn tuyệt giao du.
Đời đã cùng ta lìa bỏ nhau, còn dùng lời suông hề cầu chi nữa ?
Ưa lời nói chứa chan tình cảm của người thân thích, vui với cây
đàn, cuốn sách để khuây lo.
Nhà nông bảo ta mùa xuân đến, sắp có việc làm tại cánh đồng tây.
Hoặc đi chiếc xe giăng màn, hoặc chèo con thuyền lẻ loi.
Đã len lỏi tìm khe suối, lại gập ghềnh đi qua gò.
Cây hớn hở hướng đến màu tươi, suối êm đềm bắt đầu trôi chảy.
Ngợi khen cho muôn vật đặc thời, cảm khái đời ta xưa làm nay nghỉ.
Thôi hết rồi!
Gửi hình trong vũ trụ được bao lâu, sao không thả lòng mặc ý ở đi ?
Tại sao còn thắc mắc, muốn đi đâu ?
Giàu sang chẳng phải điều ta nguyện, chốn đế hương không thể ước ao.
Nghĩ buổi sáng đẹp trời một mình dạo chơi, hay dùng gậy làm cỏ vun mạ.
Lên bãi đông, ngâm nga thư sướng, đến dòng suối trong làm bài thơ.
Hãy thuận theo sự biến hoá của âm dương mà về chốn tận cùng,
vui mệnh trời, còn nghi ngờ chi ?
| Từ Long dịch thơ: Đi về sao chẳng về đi, Ruộng hoang vườn rậm còn chi không về? Đem tâm để hình kia sai khiến, Còn ngậm ngùi than vãn với ai? Ăn năn thì sự đã rồi, Từ đây còn lại, biết thôi mới là. Lối đi lạc chưa xa là mấy, Nay khôn rồi chẳng dại như xưa. Con thuyền thuận nẻo gió đưa, Gió hây hây áo thuyền lơ lửng chèo. Hỏi hành khách lối nào đi tới, Bóng mập mờ trời mới rạng đông. Miền quê nẻo trước xa trông, Chân hăm hở bước đường mong tới nhà. Chạy đón chủ năm ba đầy tớ, Đứng chờ ông mấy đứa trẻ con; Rậm rì bao xóm con con, Mấy cây tùng cúc hãy còn như xưa. Tay dắt trẻ vào nhà mừng rỡ, Rượu đâu đà sẵn chứa đầy vò; Thoạt ngồi tay đã nghiêng hồ, Cười nom sân trước thấp tho mấy cành. Ngồi riễu cợt một mình trước sổ; Khéo cũng hay vừa chỗ rung đùi; Thăm vườn dạo thú hôm mai, Cửa dù có, vẫn then cài như không. Chống gậy dạo quanh vườn lại nghỉ, Ngắm cảnh trời khi ghé trông lên: Mây đùn mấy đám tự nhiên, Chim bay mỏi cánh đã quen lối về. Bóng chiều ngả bốn bề bát ngát, | Quanh gốc tùng tựa mát thảnh thơi. Từ đây về thực về rồi, Thôi xin từ tuyệt với người vãng lai. Vì ta đã với đời chẳng hiệp, Cần chi mà giao thiệp với ai. Chuyện trò thân thích mấy người, Bạn cùng đèn sách khi vui đỡ buồn. Người làm ruộng ôn tồn hỏi chuyện, Tới xuân rồi sắp đến việc ta. Hoặc truyền sắm sửa câu xa, Hoặc khi đủng đỉnh thuyền ra coi đồng. Dưới khe nọ nước vòng uốn éo, Bên đường kia gò kéo gập ghềnh; Cỏ cây mơn mởn màu xanh, Suối tuôn róc rách bên ghềnh chảy ra. Ngắm muôn vật đương mùa tươi tốt, Ngán cho ta thôi trót già rồi. Thôi còn mấy nỗi ở đời, Khứ lưu sao chẳng phóng hoài tự nhiên, Cớ chi nghĩ thêm phiền tức dạ, Đi đâu mà tất tả vội chi? Giàu sang đã chẳng thiết gì, Cung tiên chưa dễ hẹn kỳ lên chơi. Chi bằng lúc chiều trời êm ả, Việc điền viên vất vả mà vui. Lên cao hát một tiếng dài, Xuống dòng nước chảy ngâm vài bốn câu. Hình thể này mặc dầu tạo hóa, Tới lúc nào hết cả thì thôi. Lòng ta phó với mệnh trời, Đừng ngờ chi nữa cứ vui vẻ hoài. |

## Nhận xét
Trích nhận xét của:
- Nguyễn Hiến Lê:

Từ Phú ở đời Lục triều đều dùng thể biền ngẫu, lời hoa mỹ, song thiếu tự nhiên và khó hiểu. Đáng dịch nhất có 2 bài: Quy khứ lai từ của Đào Tiềm và Bắc sơn di văn của Khổng Khuê. Bài trên giọng khoáng đạt, theo thể biền ngẫu mà vẫn tự nhiên; bài dưới rực rỡ như hoa mà mỉa mai một cách thú vị.
- Lâm Ngữ Đường:

Không hề làm một vị quan lớn, không có quyền uy, không có sự nghiệp nào cả trừ một tập thơ mỏng và vài ba thiên tản văn, mà Đào Uyên Minh chiếu sáng cổ kim như một ngọn đuốc lớn, và được các văn nhân thi sĩ coi là tiêu biểu cho một nhân cách cao quý nhất. Đời ông vô tư, tự do, khiêm tốn, giản phác...Ông có thiên tài cảm được và tả được một lối sống điều hòa, thiên tài đó tới cái mức hoàn toàn tự nhiên, bình dị mà từ xưa chưa ai đạt được. Bài phú "Quy khứ lai từ", viết vào tháng 11 năm 405, khi ông quyết định từ chức tri huyện, biểu hiện được tình cảm và thiên tài của ông... Có người cho rằng ông chủ trương "lánh đời", nhưng không phải vậy. Ông lánh chính trị chứ không lánh đời. Ông vui vẻ trở về cảnh điền viên giữa gia đình. Như vậy kết cục là một sự hòa hợp với thiên nhiên, với đời sống, chứ đâu phải là một sự phản kháng .
- Sách Văn học Trung Quốc (Tập I):

Trước đây, nhiều người lấy bài Quy khứ lai từ và bài Đào hoa nguyên ký, rồi nói Đào Tiềm là một "ẩn sĩ phiêu diêu ngoại vật"...nhưng theo Lỗ Tấn thì ông có nhiều bài thơ tích cực nữa, như những bài Vịnh Nhị Sơ, Vịnh Tam lương, Thuật Tửu...đều dính dáng đến sự đổi thay của triều đại thời đó.
Tất nhiên, tư tưởng ẩn cư vẫn có ở Đào Tiềm, nhưng có điều tư tưởng này rất khác tư tưởng ẩn cư của người đương thời, chẳng hạn như Kê Khang (223-263). Ông ca tụng đời sống lao động lành mạnh, giản dị. Không phải ông thi vị hóa công việc đồng áng, mà chỉ muốn nói lên cái mơ ước một xã hội thuần phác, yên vui, ai nấy đều được lao động và hưởng được thành quả của mình.
Tuy trở về với thiên nhiên, nhưng ông không đơn thuần ngâm trăng vịnh gió, bởi tâm tình ông bao trùm luôn cảnh thiên nhiên và cảnh thiên nhiên phản ảnh lại những gì ông ấp ủ trong lòng. Lấy bài nào cũng minh họa được ý ấy.
Do vậy, thơ điền viên của ông rất khác với thơ của những nhà thơ đồng thời hay sau ông, vì họ thường chỉ chú trọng màu sắc, âm thanh trong cảnh thiên nhiên...bằng những lời đẹp đẽ, gọt đẽo mà ít có nội dung xã hội....